# Білий Яр (Кетовський район)
Бі́лий Яр (рос. Белый Яр) — присілок у складі Кетовського району Курганської області, Росія. Входить до складу Великочаусовської сільської ради.
Населення — 226 осіб (2010, 194 у 2002).